# Tillandsia verapazana
Tillandsia verapazana es una especie de planta epífita dentro del género  Tillandsia, perteneciente a la  familia de las bromeliáceas. Es originaria de Guatemala.

## Taxonomía
Tillandsia verapazana fue descrita por Renate Ehlers y publicado en Die Bromelie 1994(1): 27. 1994.
Etimología
Tillandsia: nombre genérico que fue nombrado por Carlos Linneo en 1738 en honor al médico y botánico finlandés Dr. Elias Tillandz (originalmente Tillander) (1640-1693).
verapazana: epíteto  geográfico que alude a su localización en Verapaz.